# Feriolo

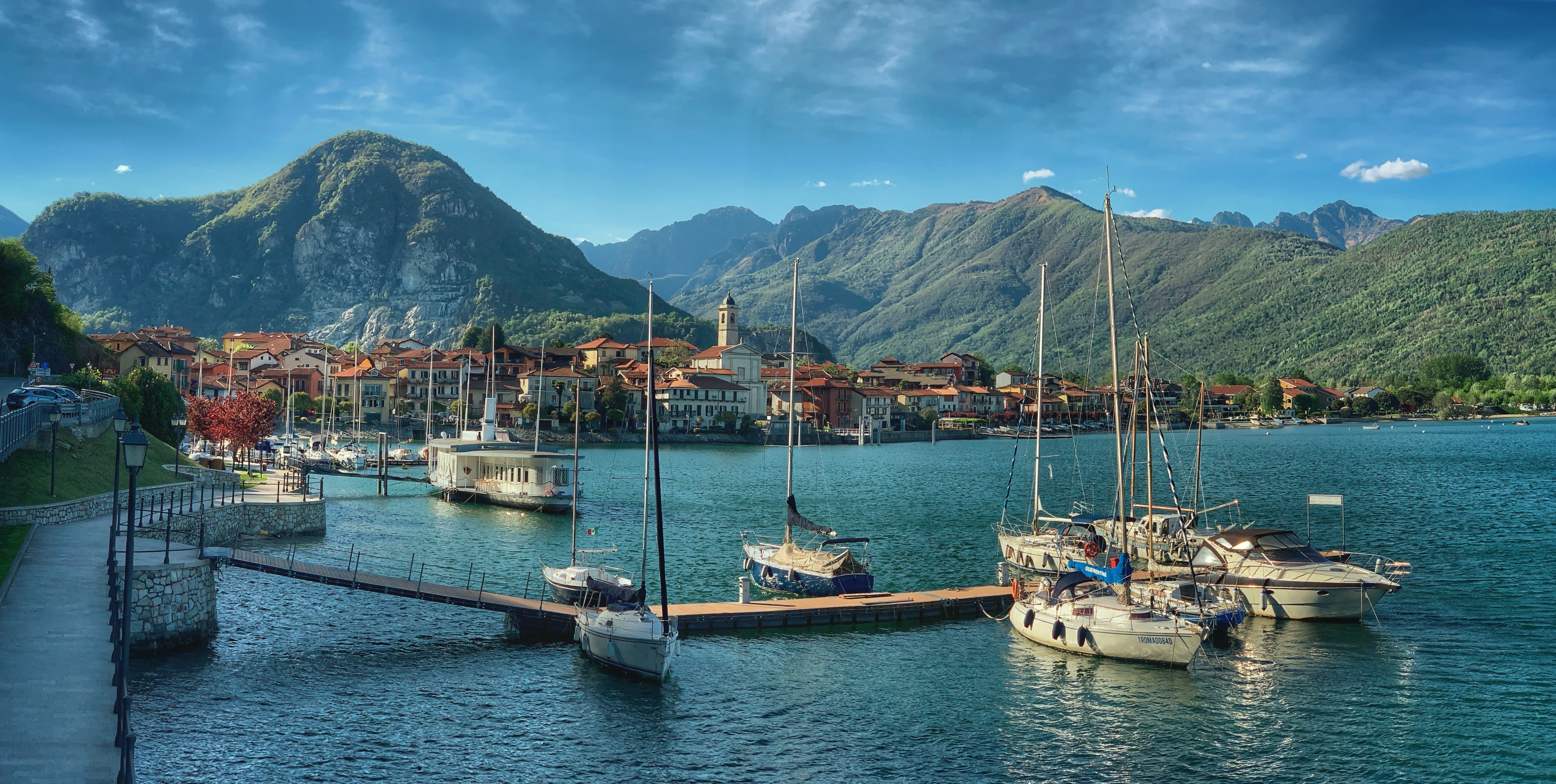
Baie de Feriolo avec amarrage pour bateaux

Feriolo est une frazione de la commune de Baveno dans la province du Verbano-Cusio-Ossola de la région Piémont. La ville se trouve dans le golfe borroméen au nord du lac Majeur.